# Johann Christian Reich
Johann Christian Reich, né en 1730 ou en 1740 à Eisenberg en Thuringe, et mort le 21 mars 1814 à Fürth, est un médailleur allemand.

## Biographie
Selon le livre Künker Auktion 267, Johann Christian Reich est né le 2 avril 1730, quant au Bénézit, c'est le 2 avril 1740 à Eisenberg, en Thuringe. 
Johann Christian Reich s'installe à partir de 1758 à Fürth où il s'établit à son compte.
Il est médailliste de la cour. Son fils, Johann Matthias Reich, né à Fürth en 1768, est également médailliste, et les deux travaillent ensemble de 1789 à 1800. Ils gravent tous les deux des médailles commémoratives pour des événements importants de l'époque, tel que la répression[Laquelle ?].
Johann Christian est mort le 21 mars 1814 à Fürth.